# Pagelsborgs naturreservat
Pagelsborg är ett naturreservat i Ronneby kommun i Blekinge län.
Området har varit skyddat sedan 1982 och är 1,5 hektar stort. Det är beläget söder om Bräkne-Hoby och består av en 400 meter lång grusås. Den ligger i en dalgång med öppet odlingslandskap som sträcker sig ut till havet vid Järnavik.

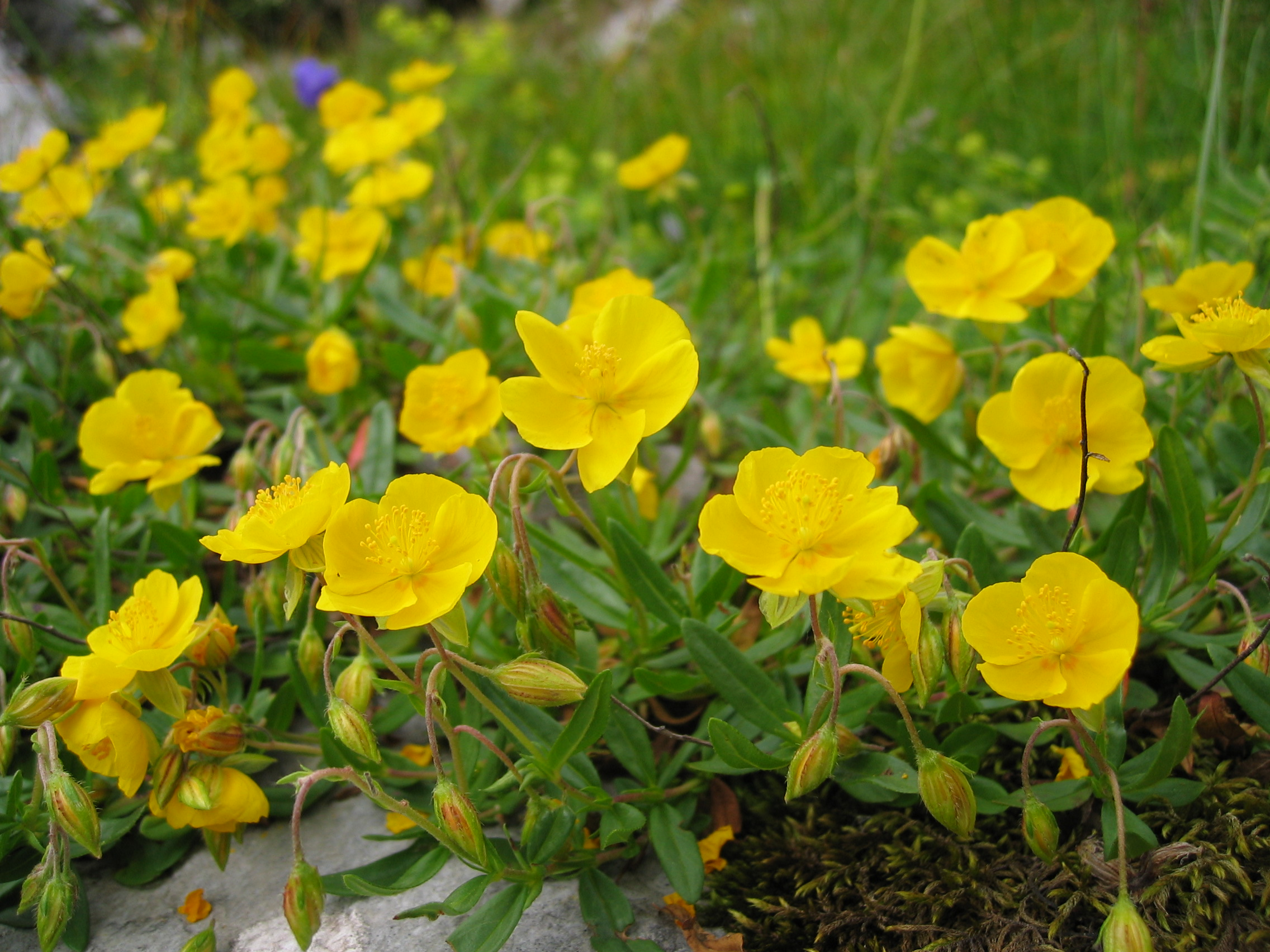
Solvända

På åsen växer en del grova ekar samt lindar och björkar. På torrängen växer bland annat backsippa, solvända, gråfibbla och backtimjan.
Fornlämningar från järnåldern finns på åsens sluttning mot östern i form av resta stenar och en rektangulär stensättning. På åsens krön går en äldre markväg.
Strax intill i norr ligger Pagelsborgs gård.
Naturreservatet ingår i EU:s ekologiska nätverk, Natura 2000.